# Бугаевка (Чугуевский район)
Буга́евка (укр. Бугаевка; с 1920 по 2016 гг. Революцио́нное) — село в Чугуевском районе Харьковской области Украины. До 19 июля 2020 года входило в состав Волчанского района.
Код КОАТУУ — 6321686401. Население по переписи 2001 года составляет 803 (374/429 м/ж) человека.
Является административным центром Бугаевского сельского совета, в который, кроме того, входят сёла Сосновый Бор и Шевченково Первое.

## Географическое положение
Село Бугаевка находится на левом берегу Печенежского водохранилища (река Северский Донец), примыкает к селу Березники, на противоположном берегу расположено село Рубежное.
Село окружено лесными массивами (сосна), на берегу много домов отдыха, через село проходит автомобильная дорога Т-2104.

## История
- 1640 — основано как село Бугаевка.
- 1920 — переименовано в село Революционное.
- В 1940 году, перед ВОВ, в Революционном был 151 двор, сельсовет и ветряная мельница.[1]
- В 1993 году в селе действовали базы отдыха:

«Строитель» ДСК-1,
«Сосновая» Релейного завода,
ФТИНТа,
«Аэрофлот»,
«Пролисок»,
«Голубой залив»;
а также совхоз «Маяк», клуб, детский сад, магазин, медпункт, отделение связи, сберкасса, столовая, сельсовет, школа.
- 2016 — возвращено название Бугаевка.

## Экономика
- В селе есть машинно-тракторная мастерская.
- Цех по переработке дерева «DOC», пилорама.
- База отдыха «Голубой залив», база отдыха ОАО «Турбоатом».
- «Пролисок», база отдыха Национального аэрокосмического университета им. Н. Е. Жуковского «ХАИ».
- База отдыха ФТИНТ НАН Украины.
- «Березка», база отдыха предприятия «Харьковские областные тепловые сети».
- База отдыха «Росинка».
- База отдыха УТОС.
- База отдыха «Сосновая».
- База отдыха «Янтарная».

## Объекты социальной сферы
- Школа.
- Детский сад.
- Медпункт.
- Дом культуры.
- Спортивная площадка.
- Стадион.